# نشور وسطی
نشور وسطی، روستایی از توابع بخش موچش شهرستان کامیاران در استان کردستان ایران است. نشور وسطی در دامنه کوه اوالان قرار گرفته شغل اصلی این روستا کشاورزی و خشکبار فروشی است

## جمعیت
این روستا در دهستان عوالان قرار دارد و براساس سرشماری مرکز آمار ایران در سال ۱۳۸۵، جمعیت آن ۳۶۳ نفر (۸۴خانوار) بوده‌است.